# بازی‌های ویدئویی در ایران

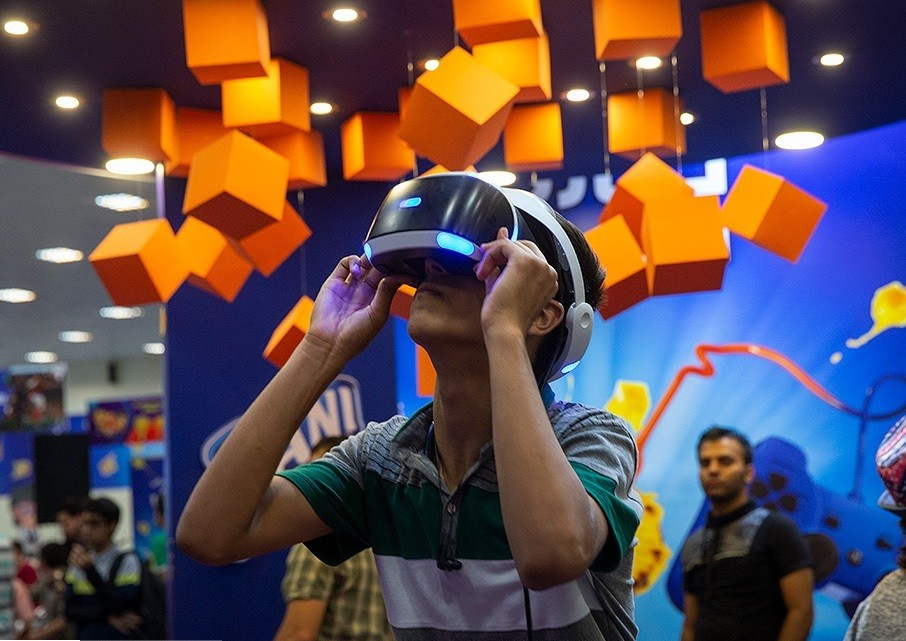
جام قهرمانان بازی‌های ویدیویی ایران در سال ۱۳۹۸

بازی‌های ویدئویی در ایران با رشد پیوستهٔ صنعت بازی‌های ویدئویی در این کشور، در حال فراگیری بوده‌است. صنعت بازی‌های ویدئویی در ایران، از نزدیک سال ۱۳۹۳، با شیب تندی به سوی افزایش فروش دیجیتالی رفته‌است. از سال ۱۳۹۲، ساخت بازی‌های موبایلی در ایران، گسترش پیدا کرده و شمار بازیکنان آن نیز به شکلی قابل توجه، از بازیکنان رایانه پیشی گرفته‌است. صنعت بازی در ایران، به دلیل عدم رعایت کپی‌رایت به ویژه در مورد بازی‌های دیگر کشورها، دچار مشکلات فراوانی شده‌است. بر اساس گزارشی که در سال ۱۳۹۶ منتشر گردید، از هر ۱۰۰ ایرانی، ۳۵ نفر گیمر هستند و نیمی از این گیمرها آنلاین بازی می‌کنند. با ورود کنسول‌های نسل هشتم به ایران، درآمدهای نرم‌افزاری و سخت‌افزاری وابسته در کشور، افزایش بسیاری یافتند.
از دیدگاه جنسیتی، ۳۷ درصد از گیمرهای ایرانی، زن هستند. میانگین مدت انجام بازی‌های دیجیتال کامپیوتری و ویدئویی در ایران، از ۷۹ دقیقه در روز در سال ۱۳۹۴، به ۹۰ دقیقه در سال ۱۳۹۶ رسیده‌است. جوانان، بیشتر گیمرها در ایران را تشکیل می‌دهند و نزدیک به یک سوم بازیکنان ایرانی، میان ۱۲ تا ۱۹ سال هستند. پس از آن، گیمرهای ۲۰ تا ۳۴ ساله و پس از آن، کودکان ایرانی، بیشترین علاقه را به بازی‌های ویدئویی دارند. رسانه‌های جمهوری اسلامی ایران نیز، با تمرکز بر محتوای جنسی برخی از بازی‌ها، آنان را مستهجن و مضر خوانده و بر فروش آسان آنان در ایران، انتقاد کرده‌اند.
مشکل‌های اصلی گیمرهای ایرانی، شامل اینترنت کم‌سرعت و ناتوانی در به‌روزرسانی‌های اجباری یا بارگیری بازی‌ها، پینگ بالای اینترنت، فیلترینگ داخلی یا تحریم از خارج، قیمت بالای بازی‌ها و لوازم گیمینگ به دلیل کاهش ارزش ریال و انزوای ایران و زبان آن در دنیای گیم، بوده‌اند. در داخل ایران، به گزارش ایسنا، تلاش‌هایی برای کاهش مشکل پینگ بازیکنان ایرانی شده‌است. برخی از این مشکل‌ها، پیشران‌هایی برای مهاجرت گیمرهای حرفه‌ای از ایران شده‌اند.

## تاریخچه

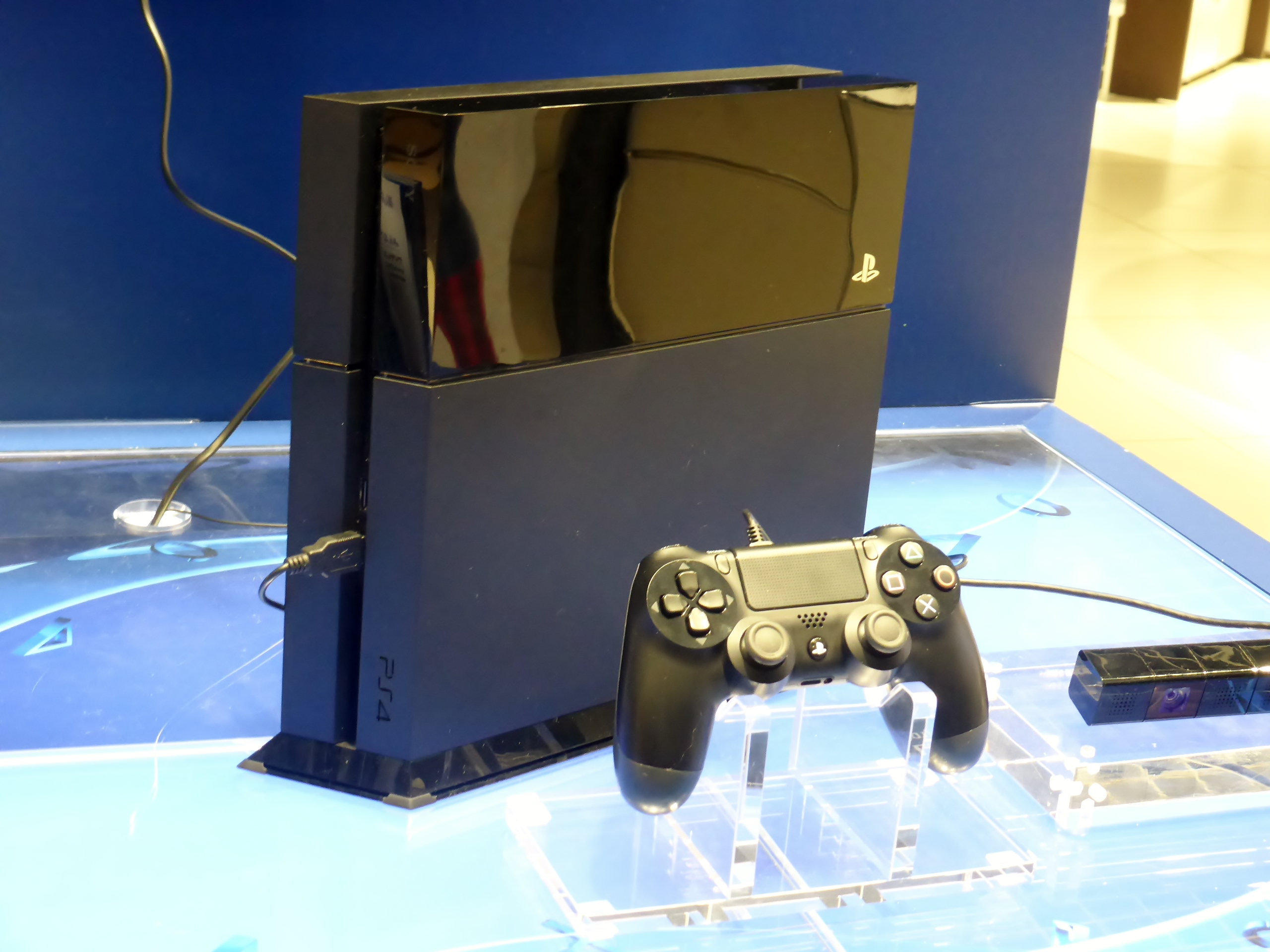
پلی‌استیشن ۴، کنسول بازی ویدئویی نسل هشتمی که به افزایش درآمدها از بازی‌های ویدئویی در ایران، کمک بسیاری کرد.

صنعت بازی‌های ویدئویی در ایران، از نزدیک سال ۱۳۹۳، با شیب تندی به سوی افزایش فروش دیجیتالی رفته‌است. از سال ۱۳۹۲، ساخت بازی‌های موبایلی در ایران، گسترش پیدا کرده و شمار بازیکنان آن نیز به شکلی قابل توجه، از بازیکنان رایانه پیشی گرفته‌است. صنعت بازی در ایران، به دلیل عدم رعایت کپی‌رایت به ویژه در مورد بازی‌های دیگر کشورها، دچار مشکلات فراوانی شده‌است. بر اساس گزارشی که در سال ۱۳۹۶ منتشر گردید، از هر ۱۰۰ ایرانی، ۳۵ نفر گیمر هستند و نیمی از این گیمرها آنلاین بازی می‌کنند. با ورود کنسول‌های نسل هشتم به ایران، درآمدهای نرم‌افزاری و سخت‌افزاری وابسته در کشور، افزایش قابل توجهی یافتند.
بر اساس آمار سال ۱۳۹۶، شمار گیمرهای دیجیتال با سرعتی بالا در حال افزایش است و از ۲۳ میلیون در سال ۱۳۹۴، به ۲۸ میلیون در سال ۱۳۹۶ رسیده‌است. همچنین میانگین سنی بازیکنان ایرانی، در این مدت از ۲۱ سال به ۱۹ سال کاهش یافت. این آمار، همچنین اعلام داشت که ۸۴ درصد بازیکنان دیجیتال در ایران به اینترنت دسترسی داشته و نزدیک به نیمی از آنان، بازی آنلاین می‌کنند. بر اساس این آمار، در این سال، ۱۰ بازی محبوب بازیکنان ایرانی، به ترتیب شامل: کلش آو کلنز، فوتبال تکاملی حرفه‌ای (مجموعه بازی)، اتومبیل‌دزدی بزرگ، کانتر و فیفا می‌شد.
در اسفند ۱۳۹۹، خبرگزاری فرانسه در گزارشی نوشت که پلی‌استیشن و اکس‌باکس در جمهوری اسلامی با توجه به تحریم‌ها، حضور رسمی نداشته‌اند اما کالاهای وابسته آنان از راه قاچاق، از کشورهای همسایه به مشتریان ایرانی می‌رسد. این گزارش به روش‌های دورزدن تحریم‌ها و کاهش هزینه‌ها توسط ایرانیان در این دوره نیز اشاره داشت. خبرگزاری فرانسه اعلام کرد که قیمت ۶۰ دلاری بازی‌ها در این دوران، در حالی است که حداقل درآمد ماهانه مردم ایران، ۲۵ میلیون ریال، در حدود ۱۰۰ دلار، بوده‌است. در این گزارش اعلام شد که «میلیون‌ها جوان ایرانی برای فرار از واقعیات تلخ موجود در جامعه خود به بازی‌های کامپیوتری و آنلاین پناه برده‌اند».

## آمارها

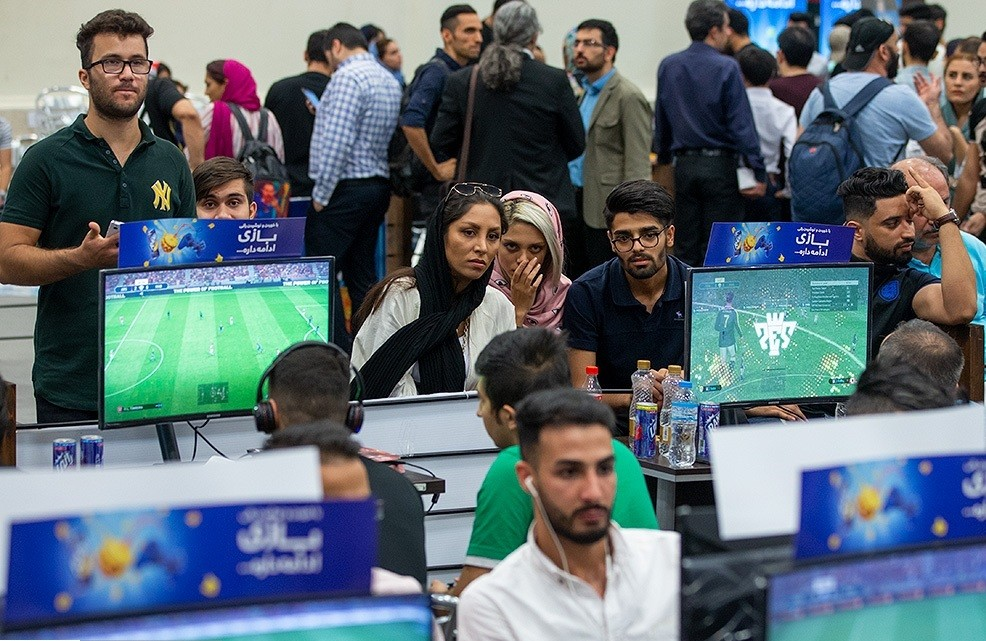
جام قهرمانان بازی‌های ویدیویی ایران در سال ۱۳۹۸

- در سال ۱۴۰۱ در ایران، حدود ۴۰ میلیون گیمر، فعال بوده‌اند که در هفته ۹۰ دقیقه از زمانشان را صرف بازی می‌کرده‌اند.[۶]
- میانگین مدت انجام بازی‌های دیجیتال کامپیوتری و ویدئویی در ایران، از ۷۹ دقیقه در روز در سال ۱۳۹۴، به ۹۰ دقیقه در سال ۱۳۹۶ رسیده‌است.[۴]
- از دیدگاه جنسیتی، ۳۷ درصد از گیمرهای ایرانی، زن هستند.[۷]
- یک درصد از گیمرهای ایرانی، یعنی نزدیک به ۲۳۰ هزار نفر، بالای ۶۰ سال هستند.[۷]
- جوانان، بیشتر گیمرها در ایران را تشکیل می‌دهند و نزدیک به یک سوم بازیکنان ایرانی، میان ۱۲ تا ۱۹ سال هستند. پس از آن، گیمرهای ۲۰ تا ۳۴ ساله و پس از آن، کودکان ایرانی، بیشترین علاقه را به بازی‌های ویدئویی دارند.[۷]

## بازی‌های ایرانی
آسمان‌دژ، گرشاسپ: گرز ثریت، عصر پهلوانان، ۴۱۱۴۸ ،مختار: فصل قیام ، لطفعلی‌خان زند و میرمهنا کواست آف پرشیا نمونه‌هایی از بازی‌های ویدئویی ایرانی هستند.

## سانسور و رده‌بندی سنی
در جمهوری اسلامی، بازیهایی که ژانرهایی از خشونت، بی بند و باری، استرس و نقض مسائل دینی را شامل شوند و اعتقادات مذهبی این کشور را زیرسوال ببرند، اجازهٔ فروش ندارند.

### دیدگاه رسانه‌های دوران جمهوری اسلامی
انتقادهایی بر فروش بسیاری از بازی‌های ویدئویی که توسط رسانه‌های حکومتی جمهوری اسلامی، مستهجن خوانده می‌شوند، وجود دارد. در سال ۱۳۹۸، مشرق‌نیوز، گزارشی با عنوان "فروش رسمی بازی‌های مستهجن خارجی در بازار ایران/ دیجی‌کالا با چه مجوزی بازی رایانه‌ای توزیع می‌کند؟" منتشر کرد و نوشت: "بازی‌های مضر، مستهجن و مبتذلی چون اتومبیل‌دزدی بزرگ، فار کرای، اساسینز، ندای وظیفه، مکس پین ۳ و… با وجود ممنوعیت ظاهری عرضه در برخی عناوین به راحتی در بازار ایران عرضه می‌شوند".
در ادامه، این رسانهٔ داخلی ایران، اتومبیل‌دزدی بزرگ را یک بازی کاملاً مستهجن و جنسی دانست و با نادیده گرفتن دیگر بخش‌های بازی، بر باشگاه‌های شبانه و رقص در این بازی تمرکز کرد. این رسانه بر امکان فروش بازی‌های سانسور نشده در دیجی‌کالا و بامیلو، انتقاد کرد. این رسانهٔ داخلی جمهوری اسلامی، به چند بازی سبک تیراندازی اول شخص و اکشن ماجراجویی نیز، برچسب "رابطه جنسی را با وضوح بسیار بالا" را زد.

### رده‌بندی سنی
اسرا نظام رده‌بندی سنی بازی‌های رایانه‌ای در ایران است و اساس کار بررسی و رده‌بندی این مجموعه، بر محور ۵ شاخص، به عنوان ۵ محتوای آسیب‌رسان قرار گرفته‌است. این پنج محتوا، شامل خشونت، ترس، ناهنجاری‌های اجتماعی، دخانیات و یأس و ناامیدی است. هر چه شدت اثرگذاری محتوای مورد اشاره در بازی بر روی مخاطب بیشتر باشد، امتیاز بیشتری به بازی داده می‌شود.

## چالش‌ها

### قطعی و نوسان‌های برق ایران
قطعی برق در ایران در دوران جمهوری اسلامی ایران، یک مشکل اساسی برای گیمرهای ایرانی در بخش کنسول‌های خانگی و دستگاه‌های ثابت بوده‌است. در سال ۲۰۲۴، قطعی‌های پی‌درپی برق در ایران، باعث افزایش سوختگی و خسارت گسترده‌ای به کنسول‌های پلی‌استیشن و اکس‌باکس بازیکنان ایرانی شد. در پشت شهرداری تهران، میدان توپ‌خانه، گزارش‌ها از فروش با ضرر کنسول‌ها توسط گیمرهای ایرانی، برای خرید کنسول جدید بوده‌است. بسیاری از کنسول‌های دچار خسارت حاصل از قطعی و نوسان برق سراسری در این دوره، پس از تعمیر، به‌عنوان استوک به همین گیمرها فروخته می‌شدند. قطعی برق، به موضوع کانال‌های گیمینگ ایرانی در آپارات نیز تبدیل شده‌بود.